# Université Ramkhamhaeng
L'université Ramkhamhaeng (en thaï : มหาวิทยาลัยรามคำแหง) est une université située à Bangkok en Thaïlande. Elle a été créée en 1971. Elle accueille environ 500 000 étudiants.

## Situation géographique
L'université Ramkhamhaeng possède deux grands campus, tous deux situés à Bangkok. L'un est le campus de Bang Na, dans le district de Phra Khanong, l'autre est celui de Hua Mak, dans le district de Bang Kapi.

## Anciens élèves
Catégorie:Étudiant de l'université Ramkhamhaeng
- Supaporn Malisorn